# 山根武亮
山根武亮（1853年3月24日—1928年4月4日）是日本陸軍軍人，最終階級是陸軍中將。貴族院議員、男爵。受頒有勲一等瑞寶章。

## 生平
山根武亮出生於嘉永六年二月十五日（1853年3月24日），是長州藩士・山根修平的次子。他就讀於明倫館，日後曾擔任過警視廳巡査，明治八年（1875年）2月進入陸軍士官學校就讀。之後歷經少尉試補、工兵少尉（工兵第1大隊），於明治十一年（1878年）12月從陸軍士官學校（舊1期）畢業。
畢業後山根武亮任職於參謀本部（至大清帝國出勤），曾待過參謀本部管西局、清國差遣，前往德國出差，並於德國與奧地利留學，後擔任工兵第1大隊長、參謀本部第1局員等等職務，甲午戰爭時以第2軍兵站參謀長身分參戰。在這之後於乙未戰爭時以臨時臺灣鐵道隊隊長的身分到臺灣。
此後他又擔任過第6師團参謀長、第12師團參謀長等等職位，於明治卅三年（1900年）4月晉級為陸軍少將。晉級之後他又歷任為佐世保要塞司令官、清國駐屯軍司令官、清國公使館付、參謀本部付等職，日俄戰爭以臨時軍用鐵道監身分參戰，於仁川執行任務。此後又擔任過鐵道監、下關要塞司令官，並在明治卅九年（1906年）7月升為陸軍中將。而後擔任過第8師團長、第12師團長、近衛師團長，於大正四年（1915年）2月編入後備役。
明治四十年（1907年）9月，列為男爵而成為華族，並從大正7年（1918年）7月開始擔任貴族院議員直到去世為止。

## 家族
- 妻 山根高子 高島嘉右衛門（日语：高島嘉右衛門）（實業家）之女。